# 永阳街站
永阳街站位于江西省吉安市吉安县永阳镇，是吉衡铁路的一座火车站，等级为五等站，距吉安站38公里，距井冈山站80公里，本站及相邻上下行区间均为电气化区段。车站建于2006年，现只办理货运，不办理客运业务。